# Kathy Reichs
Kathleen Joan "Kathy" Reichs (pronunciado [ˈraɪks], Chicago, 7 de julio de 1948) es una antropóloga forense y escritora de éxito de novelas de misterio.

## Biografía
Se doctoró en antropología forense en la Universidad de Northwestern y actualmente es profesora de antropología en la Universidad de Carolina del Norte en Charlotte, pero está exenta de presentarse por un periodo indefinido. Dedica su tiempo como colaboradora de la Oficina del Jefe Médico Examinador de Carolina del Norte, y para el laboratorio de Ciencias Jurídicas y Medicina Legal de Montreal en la provincia de Quebec. Es una de los solo ochenta y ocho antropólogos forenses certificados por la Junta Americana de Antropología Forense y participa en la Junta Directiva de la Academia de Ciencias Forenses. Emplea también parte de su tiempo en una serie de charlas por todo el mundo.

## Novelas
Además de sus libros técnicos sobre antropología y medicina forense, Reichs ha escrito diez novelas hasta la fecha, traducidas a treinta idiomas. Su primera novela, Déjà Dead, titulada en español como Testigos del silencio, ganó en 1997 Premio Arthur Ellis Awards a la mejor novela primeriza.
Sus novelas tratan sobre casos investigados por su alter ego, Temperance "Tempe" Brennan, quien también es antropóloga forense. Las similitudes entre la escritora y el personaje son varias y los casos de las novelas están basados en casos reales investigados por Reichs, sin embargo según esta, existen diferencias entre la personalidad del personaje y ella.
| Título           | Publicado | ISBN (EN)                                                                               | Traducción al español    | ISBN (ES)          |
| ---------------- | --------- | --------------------------------------------------------------------------------------- | ------------------------ | ------------------ |
| Déjà Dead        | 1997      | Paperback: ISBN 0-09-925518-9                                                           | Testigos del silencio    | ISBN 9788484503507 |
| Death du Jour    | 1999      | Paperback: ISBN 0-09-925519-7                                                           | La huella del diablo     |                    |
| Deadly Decisions | 2000      | Paperback: ISBN 0-09-930710-3 Hardback: ISBN 0-434-00820-6                              | El beso de la muerte     | ISBN 9788408038122 |
| Fatal Voyage     | 2001      | Paperback: ISBN 0-09-930720-0 Audio CD: ISBN 1-85686-927-X                              | Informe Brennan          | ISBN 9788498679724 |
| Grave Secrets    | 2002      | Paperback: ISBN 0-09-930730-8 Audio CD: ISBN 1-85686-928-8                              |                          |                    |
| Bare Bones       | 2003      | Paperback: ISBN 0-09-944147-0                                                           |                          |                    |
| Monday Mourning  | 2004      | Paperback: ISBN 0-09-944148-9                                                           | Lunes de ceniza          | ISBN 9788490060087 |
| Cross Bones      | 2005      | Paperback: ISBN 0-09-944149-7 Hardback: ISBN 0-434-01040-5 Audio CD: ISBN 1-85686-985-7 | Tras la huella de Cristo | ISBN 9788490060889 |
| Break No Bones   | 2006      | Hardback: ISBN 0-434-01042-1 Paperback: ISBN 0-434-01544-X                              | Ningún hueso roto        | ISBN 9788498679519 |
| Bones to Ashes   | 2007      | Hardback: ISBN 978-0-434-01462-0 Paperback: ISBN 978-1-4165-2565-3                      |                          |                    |
| Devil Bones      | 2008      | Hardback: ISBN 978-0-7432-9438-6                                                        |                          |                    |

## Televisión
En 2005, se estrenó, en la cadena Fox, la serie de televisión Bones, basada en la vida y novelas de Reichs. La serie toma el nombre de la protagonista de los libros, Temperance "Bones" Brennan. Como en las novelas, Temperance (Emily Deschanel) trabaja de antropóloga forense. Además, es como su creadora, una escritora que publica unas novelas sobre una ficticia antropóloga forense llamada Kathy Reichs. La serie no es una adaptación fiel de sus novelas. Incluye un elenco de nuevos personajes, y se sitúa en Washington D. C. y no en Carolina del Norte o Montreal.
Reichs apareció en el episodio 11 de la segunda temporada: «Judas en un poste», en el que interpretó a la profesora Constance Wright, una antropóloga forense en la junta que evaluaba la disertación del personaje Zack Addy.